# Berlin (New Hampshire)
Berlin è una città degli Stati Uniti d'America facente parte della contea di Coos nello stato del New Hampshire.